# Cosmia morleyi
Cosmia morleyi là một loài bướm đêm trong họ Noctuidae.